# Felix Dzerzjinskij
Felix Edmundovitj Dzerzjinskij (ryska: Фе́ликс Эдму́ндович Дзержи́нский; polska: Feliks Edmundowicz Dzierżyński), född 11 september 1877 i Ivjanets utanför Asjmjany i guvernementet Vilna, död 20 juli 1926 i Moskva, var en polsk kommunist och medlem av det ryska bolsjevikpartiet.

## Biografi
Dzerzjinskij, som tillhörde en utfattig adlig familj, blev redan under sina gymnasiestudier kommunist. Han deltog i 1905 års revolution och tillbringade elva år i tsarens fängelser, innan han slutligen befriades under februarirevolutionen 1917.
Efter oktoberrevolutionen blev Dzerzjinskij ansvarig för grundandet av Tjekan, den sovjetiska hemliga polisen, senare NKVD och KGB, som ansvarade för krossandet av eventuella kontrarevolutionära försök, och var dess chef fram till 1922. Genom sitt nitiska sätt att fullgöra den uppgiften kom han att kallas "Järn-Felix". Victor Serge kallade honom "terrorns man".
I kriget mot Polen 1920, där Sovjetryssland avsåg att införliva Polen med Sovjet, befann sig Dzerzjinskij i Bialystok som kommissarie i Tuchatjevskijs armégrupp och som ordförande i Polens revolutionära kommitté som dess blivande diktator.
Dzerzjinskij var även från chef för GPU 1922–1923 och från 1923 för OGPU, folkkommissarie för transport 1919–1923, folkkommissarie för inrikes ärenden 1923–1924, och från 1924 ordförande i högsta rådet för folkhushållningen.
Dzerzjinskij var gift med Zofia Dzierżyńska (1882–1968), och avled av en hjärtinfarkt 1926. Fram till Sovjetunionens upplösning 1991 stod Dzerzjinskij staty framför Lubjanka. Statyn står numera i en park i Moskva, men flera upprop har gjorts för att åter placera statyn på dess ursprungliga plats. I Belarus huvudstad Minsk står hans staty på huvudgatan snett emot belarusiska KGB:s huvudkvarter. Gatan där statyn står är uppkallad efter honom. Han har även en stad och ett berg i Belarus uppkallade efter sig, båda belägna strax utanför Minsk och nära hans födelseplats. Andra städer och orter som är uppkallade efter Dzerzjinskij är Dzerzjinsk i Ryssland och Kamjanske i Ukraina, som hette Dniprodzerzjynsk mellan 1936 och 2016.